# Хелен Б'єрклунд
Хелен Б'єрклунд (швед. Eva Heléne Björklund), до шлюбу Перссон (швед. Persson; 29 вересня 1972) — шведська політична діячка соціал-демократичної партії. З 2018 року парламентарка Риксдагу від округу Блекінге. Як депутатка входить до Комітету з оборони.

## Життєпис
Народилася і виросла в комуні Сельвесборг. Батьки: Гуннар Перссон (нар. 1947) і Моніка Гадд (нар. 1953). На 2021 рік жила там же з чоловіком Маркусом Александерссоном і чотирма дітьми.
Закінчила Крістіанстадський університет. За професією вчителька.

## Політична кар'єра
Розпочала політичну кар'єру як муніципальна політична діячка в раді комуни муніципалітету Сельвесборг. З 2006 по 2018 рік була головою муніципальних зборів, поки у 2018 році не була обрана її наступниця Луїза Ерікссон.
Очолює соціал-демократичну партію Швеції в окрузі Блекінге, де також входить до правління.
2 червня 2021 року взяла шефство над Софією Сапегою, російсько-білоруською політичною ув'язненою.